# Mixtúra (regiszter)
Mixtur – orgonaregiszter; a késő reneszánsz kor óta ismert és épített regiszter. Francia megnevezése a „Jeux comosés”, magyar megfelelője a "Mixtúra" elnevezés. A mixtúrák közös jellemzője, hogy kizárólag alapokat és kvinteket tartalmazó regiszter, a principálkar koronája, amelyre fölfelé már csak a „Zimbel” és a „Scharff” regiszterek épülnek. Épült a barokkban is, és épül korunkban is a pedálra, itt a pedál principálkarának koronája; melyre nem épül más kevert regiszter. A barokk korban általában 2’ magasságról indult, és e korban csak az oktávonként repetáltak a „Zimbel” és a „Scharff” regiszterrel együtt. A romantika korának mixtúrája már indulhat 2 2/3’ kvintsorról, de akár 4’ magasságú alapsorról is – lásd például Riegernél.
A kora barokkban 2-3 sorral készültek, a barokkban négy, öt, vagy hat soros regiszterként épült, a romantika korában lehetett akár 7-8 soros is; korunkban akad példa az akár 7-9-10-12 soros mixtúrára is. 
Anyaga ón, sorai szűkre mezúrált principálsorok, hangja fényesen csillogó, érces.